# Juliano de Faria Lobato
Juliano de Faria Lobato (Triunfo, 1792 - ?) foi um padre, educador e político brasileiro
Era neto do sesmeiro Manuel Gonçalves de Meireles, fundador de Triunfo e primo do general Bento Gonçalves. Entre 1820 e 1830 fundou uma escola em Porto Alegre seguindo métodos Lancasteriano.
Na década de 1830, em Porto Alegre, havia vários Gabinetes de Leitura, um deles dirigido pelos padres Francisco das Chagas e Juliano Lobato, lá editavam o jornal O Compilador de Porto Alegre.
Foi eleito, pelo Partido Farroupilha, suplente a deputado provincial na 1ª Legislatura da Assembleia Legislativa Provincial do Rio Grande do Sul, em 1835. Com o início da Revolução Farroupilha toma o lado republicano, tendo assinado a Representação enviada pelos farrapos à corte e a Proclamação contra a posse de Araújo Ribeiro. Com a tomada de Porto Alegre pelos legalistas, foi processado e condenado à prisão, porém conseguiu se esconder até ser anistiado.
Em 1854 acompanhou o primeiro bispo gaúcho, Dom Feliciano, em sua visita às paróquias do estado. Com a morte deste assumiu interinamente as suas funções, até a chegada do novo bispo, Sebastião Dias Laranjeira.
Em 1859 assinou a portaria criando a paróquia São João Batista, na então colônia de Santa Cruz.